# Minna Specht
Pour les articles homonymes, voir Specht.
Minna Specht, née le 22 décembre 1879 à Reinbeck et morte le 3 février 1961 à Brême, est une pédagogue allemande, socialiste et membre de la résistance allemande. Elle est l'une des fondatrices de la Ligue internationale de la jeunesse qui devient plus tard l'Internationaler Sozialistischer Kampfbund (ISK), une communauté éducative destinée à former l'élite du mouvement ouvrier. Minna Specht y développe une pédagogie d'inspiration socialiste, basée sur l'expérience. Elle s’engage très vite contre le nazisme, notamment en signant le Dringender Appell für die Einheit, qui appelle à la formation d’un front unique réunissant socialistes et communistes face au nazisme. Après la guerre, elle joue un rôle important dans la constitution et le fonctionnement des villages d’enfants pour orphelins, déplacés et apatrides.

## Biographie

### Famille et formation
Minna Specht est la septième enfant de Mathilde Bruhn (1849-1926) et Guillaume Specht (1841-1882). Sa famille vit dans le château de Reinbek (de), à l'origine, un pavillon de chasse à Friedrichsruh, acquis en 1874 et transformé en hôtel,. Son père meurt accidentellement en 1882, laissant la famille en difficulté financière.
Elle fait ses premières années scolaires dans une petite école privée au château de 1884 à 1894, puis dans une école pour filles à Bergedorf. Elle poursuit ses études supérieures dans un institut à Hambourg, de 1896 à 1899, où elle se forme pour devenir enseignante,. 
Contrairement à ses sœurs aînées, Minna Specht se détache du modèle traditionnel de la femme. Elle soutient les revendications du Mouvement des femmes, prônant l'égalité des hommes et des femmes dans la vie publique et soulignant la nécessité de l'emploi des femmes.
En 1902, elle est recrutée dans une école secondaire pour filles à Hambourg, que vient d'ouvrir un professeur de l'institut où elle a fait ses études. En 1906, elle s'inscrit à l'université pour obtenir une qualification d'Oberlehrerin. Elle fait des études de géographie, d'histoire, de géologie et de philosophie à l'université de Göttingen et un ou deux semestres à l'université de Munich de 1906 à 1909. De 1909 à 1914, elle revient enseigner à l'école de filles de Hambourg.
En 1914, alors qu'elle a 35 ans, elle retourne à l'université de Göttingen pour faire des études de mathématiques et obtenir sa qualification de professeure. Elle profite ainsi de la possibilité nouvelle pour les femmes prussiennes d'acquérir une qualification scientifique. Elle fait la connaissance du philosophe Leonard Nelson, privat-docent à l'université. Ils vivent ensemble sans se marier, ce qui est scandaleux à l'époque, mais la loi impose le célibat aux enseignantes et, par ailleurs Leonard Nelson considère le mariage comme un frein aux bouleversements révolutionnaires qu'il espère,. 

### Activité politique et sociale
Minna Specht travaille quelque temps avec Hermann Lietz à Haubinda, un internat établi selon les principes de l'éducation nouvelle. 
En 1922, elle prend la direction de l'école fondée par Leonard Nelson à Walkemühle, à Melsungen, près de Cassel. Cette école accueille des enfants mais également des jeunes adultes, en 1933, 36 personnes sont inscrites, dont 24 enfants. C'est plutôt inhabituel qu'une femme soit directrice d'école dans un établissement mixte, un centre d'éducation pour adultes et un foyer éducatif rural. Elle y est rejointe par Grete Hermann, l'assistante de Leonard Nelson. Ensemble, elles publient en 1932, une édition posthume du travail de Nelson,,,.
En 1917, elle fonde avec Leonard Nelson la Ligue internationale de la jeunesse (IJB) dont les membres participent activement aux organisations du mouvement ouvrier. Cette association pacifiste se considère comme une communauté éducative. Elle vise à constituer une élite morale et intellectuelle du mouvement ouvrier et de la société post-révolutionnaire et impose des exigences strictes à ses membres,,.  
À partir de 1925, cependant la Ligue est exclue du Parti social-démocrate en raison de divergences politiques : les fondateurs de l'IJB sont en faveur d'une politisation du mouvement qui implique l’intervention directe dans la lutte politique. La Ligne internationale de jeunesse devient alors l' l'Internationaler Sozialistischer Kampfbund (ISK, Ligue pour la lutte socialiste internationale).   
En 1931/1932, Minna Specht participe à la revue de l'ISK, Der Funke,.  
Après la mort de Leonard Nelson en 1927, Minna Specht dirige l'ISK avec Willi Eichler. L'organisation sera dissoute en 1945,,. 

### Appel à l'unité contre le nazisme
En 1932, elle est l'une des 33 signataires du Dringender Appell für die Einheit (de) qui appelle à la formation d'un Front unique de tous les partis ouvriers dans la lutte contre le nazisme, avec une alliance électorales entre les communistes du KPD et les socialistes du SPD en janvier 1932. Cet appel est signé par des scientifiques, des artistes et des personnalités politiques, notamment Käthe Kollwitz, Albert Einstein, Erich Kästner ou encore Erich Zeigner,,. En mars 1933, l'école est fermée de force et temporairement occupée par les SA. L'association qui gère l'école est expropriée en mai 1933 sur base de la Loi relative à la confiscation des biens hostiles au peuple et à l'État (de) et les bâtiments attribués à l’État de Prusse,,.

### Exil au Royaume-Uni
Une vague d'arrestations et de nombreuses condamnations stoppent le travail de résistance de l'ISK en 1938. Minna Specht fuit l'Allemagne, avec des élèves de Walkemühle,. Elle ouvre une école au Danemark, pour les enfants de familles allemandes également  réfugiées. En novembre 1938, elle émigre au pays de Galles et est internée en tant que ressortissante d'un pays ennemi, sur l'Île de Man, de 1940 à 1941, le temps de fournir les preuves de son opposition au nazisme,. 
De 1941 à 1945, Minna Specht vit à Londres. Elle réalise une étude pour la Fabian Society, Private Schools and the National System (Ecoles privées et le système national) et participe, avec un petit groupe d'experts, à la création du Comité allemand de reconstruction de l'éducation (German Educational Reconstruction Committee, G.E.R.) dont le but est de proposer une éducation moderne, démocratique et empruntant à l’éducation nouvelle aux enfants allemands. En 1944, elle publie la brochure Education in Post-War Germany dans laquelle elle envisage l’éducation des jeunes Allemands pour les libérer de l'endoctrinement nazi,. 

### L'après-guerre
À l'automne 1945, Minna Specht est membre de la délégation britannique et l'unique allemande, invitée à titre personnel, aux Semaines internationales d’étude pour l’enfance victime de la guerre (SEPEG) à Zurich. La conférence réunit des experts internationaux en vue de participer à la formation de spécialistes de l’enfance victime de la guerre au service des pays dévastés. Elle y retrouve les fondateurs de l'Odenwaldschule, Edith Cassirer (de) et Paul Geheeb, qui lui demandent de prendre la direction de l'école, qu'ils ont dû abandonner en 1934. Elle est nommée à la tête de l’Odenwaldschule par les autorités américaines de la zone d’occupation et la dirige de 1946 à 1951 avec le souhait de réorienter l’école dans un sens plus social tout en tenant compte des préoccupations à l’égard des enfants réfugiés. En janvier 1947, l’Odenwaldschule compte 165 élèves internes, dont un tiers sont des réfugiés venant de l’Est et au total deux tiers des élèves sont des déplacés, qui ont dû quitter leur foyer et leur région. En 1956 l'Allemagne adhère à la Fédération internationale des communautés d’enfants et, la même année l'assemblée générale de la Fédération se tient à l'Odenwaldschule,.  
Minna Specht est membre de la commission allemande pour l'Unesco de 1949 à 1959,. En 1952, elle travaille avec Walther Merck à l'institut de pédagogie de l'Unesco à Hambourg. Elle est également inspectrice des pensionnats. 
À partir de 1954, elle vit à Brême, tout en effectuant de fréquents et longs voyages dans les écoles de l'Association des foyers éducatifs ruraux allemands qu'elle conseille dans leur travail et leur développement. 
Minna Specht meurt à Brême le 3 février 1961.

## Hommages
- Les archives personnelles de Minna Specht sont déposées à la Fondation Friedrich-Ebert à Bonn, dans le fonds d'archives sociales-démocrates. Il s'agit de sa correspondance, de dossiers sur Walkemühle, des manuscrits inédits et des textes publiés sur la pédagogie et la politique, ainsi que des albums de photos.
- En Allemagne, en 2020, deux écoles portent le nom de Minna Specht : à Francfort-sur-le Main et à Reutlingen[16],[17].

## Publications
- (de) Jakob Friedrich Fries. Der Begründer unserer politischen Weltansicht, Verlag Öffentliches Leben, Stuttgart, 1927
- (de) Vom Sinn der Jugendweihe, Verlag Öffentliches Leben, Göttingen, 1930
- (en) Education in post-war Germany, International Publishing Company, Londres, 1944
- (en) Education for confidence, The New Era, numéro spécial octobre 1944, ,
- (en) Re-making Germany, par Marie Saran, Willi Eichler, Wilhelm Heidorn, Minna Specht. Préface par James Griffiths. Publié au nom du Socialist Vanguard Group, International Publishing Company, Londres, 1945
- (de) Kindernöte, édité avec Martha Friedländer. Verlag Öffentliches Leben, Frankfurt am main, 1950
- (de) Leonard Nelson. Zum Gedächtnis, Verlag Öffentliches Leben, Frankfurt am main, 1953